# Gießen
Gießen je grad u njemačkoj pokrajini (Bundesland) Hessen i središte istoimenog upravnog područja (Regierungsbezirk). Nalazi se na rijeci Lahn, oko 50 kilometara sjeverno od Frankfurta. Ime grada na njemačkom znači "točiti", "lijevati".
Gießen se u povijesti spominje prvi put 1152. kao dvorac grofa Wilhelma von Gleiberga. Sveučilište Gießen osnovano je 1607.
Tijekom Drugog svjetskog rata dio koncentracijskog logora Buchenwald nalazio se u gradu. Razorna saveznička bombardiranja 1944. uništila su oko tri četvrtine Gießena, uključujući i većinu povijesnih spomenika.
Wilhelm Conrad Röntgen je bio dugogodišnji profesor na lokalnom sveučilištu, a u gradu je rođen Wilhelm Liebknecht, osnivač SPD-a.
Danas se u Gießenu nalazi američka vojna baza. Gießen je značajno prometno, kulturno i obrazovno središte ovog dijela Njemačke.

## Vanjske poveznice
- Službena stranica
- Sveučilište Justus Liebig
- Gradsko kazalište

### Ostali projekti
|  | Zajednički poslužitelj ima još gradiva o temi Gießen |